# Kontrakt różnicy kursowej
Kontrakt różnicy kursowej, kontrakt na różnicę kursową, kontrakt CFD (ang. contract for difference, CFD) – kontrakt pomiędzy dwiema stronami: dostawcą kontraktu (wystawcą kontraktu) i inwestorem (nabywcą kontraktu), w którym zakłada się, że sprzedający zapłaci różnicę między aktualną wartością (w dniu wykonania kontraktu) danych ściśle określonych aktywów (na przykład akcje, obligacje, waluty, surowce, towary itd.), a ich wartością w dniu ustalania kontraktu (jeśli różnica jest ujemna, to tę wartość płaci kupujący sprzedającemu). Kontrakt CFD jest po prostu rodzajem zakładu między dwiema stronami transakcji na wycenę kontraktu w dniu zamknięcia pozycji – wzrost lub spadek. Taki kontrakt jest instrumentem pochodnym, w którym nie jest się właścicielem zawartych w kontrakcie aktywów. CFD jest produktem niewystandaryzowanym, co oznacza, że regulaminy dostawców i zasady obrotu tymi kontraktami mogą znacznie się różnić. CFD wykorzystują dźwignię finansową (tzw. lewar).
CFD są zawierane w wielu krajach (np. Australii, Nowej Zelandii, Rosji, RPA, Singapurze, Szwajcarii, Turcji i w większości krajów Unii Europejskiej o bardziej rozwiniętych rynkach finansowych, w tym w Polsce). W Stanach Zjednoczonych po ustawie Dodda-Franka z 2010 r. nastąpiły znaczne ograniczenia w zawieraniu takich kontraktów. W Belgii wprowadzono zakaz oferowania kontraktów CFD. Brokerzy działający we Francji muszą wprowadzić do oferty tzw. gwarantowane poziomy Stop Loss. Trader, przed zawarciem transakcji, musi podać poziom Stop Loss, którego po otwarciu pozycji nie będzie można zwiększyć, a jedynie zredukować. Dodatkowo został odgórnie wymuszony warunek ochrony przed powstaniem ujemnego salda (tzw. Negative Balance Protection).
Od 74% do 89% rachunków inwestorów detalicznych odnotowuje straty środków w wyniku handlu kontraktami CFD.